# Rugby playa en los Juegos Bolivarianos de Playa
El Rugby playa en los Juegos Bolivarianos de Playa es la competición de ese deporte.

## Masculino

### Torneos
| Año           | Sede              | Equipos          | Oro              | Plata            | Bronce           |
| 2012 Detalles | Lima, Perú        | 6                | Chile            | Paraguay         | Perú             |
| 2014 Detalles | Huanchaco, Perú   | 3                | Perú             | Venezuela        | Ecuador          |
| 2016 Detalles | Iquique, Chile    | 5                | Chile            | Venezuela        | Paraguay         |
| 2019          | Vargas, Venezuela | Torneo cancelado | Torneo cancelado | Torneo cancelado | Torneo cancelado |

### Medallero histórico
| Núm. | País      | Oro | Plata | Bronce | Total |
| ---- | --------- | --- | ----- | ------ | ----- |
| 1    | Chile     | 2   | 0     | 0      | 2     |
| 2    | Perú      | 1   | 0     | 1      | 2     |
| 3    | Venezuela | 0   | 2     | 0      | 2     |
| 4    | Paraguay  | 0   | 1     | 1      | 2     |
| 5    | Ecuador   | 0   | 0     | 1      | 1     |
|      | TOTAL     | 3   | 3     | 3      | 9     |

## Femenino

### Torneos
| Año           | Sede              | Equipos          | Oro              | Plata            | Bronce           |
| 2012 Detalles | Lima, Perú        | 4                | Venezuela        | Chile            | Perú             |
| 2014 Detalles | Huanchaco, Perú   | 3                | Venezuela        | Perú             | Ecuador          |
| 2016 Detalles | Iquique, Chile    | 3                | Colombia         | Venezuela        | Chile            |
| 2019          | Vargas, Venezuela | Torneo cancelado | Torneo cancelado | Torneo cancelado | Torneo cancelado |

### Medallero histórico
| Núm. | País      | Oro | Plata | Bronce | Total |
| ---- | --------- | --- | ----- | ------ | ----- |
| 1    | Venezuela | 2   | 1     | 0      | 3     |
| 2    | Colombia  | 1   | 0     | 0      | 1     |
| 3    | Perú      | 0   | 1     | 1      | 2     |
| 4    | Chile     | 0   | 1     | 1      | 2     |
| 5    | Ecuador   | 0   | 0     | 1      | 1     |
|      | TOTAL     | 3   | 3     | 3      | 9     |